# Palermo (Maine)
Palermo es un pueblo ubicado en el condado de Waldo en el estado estadounidense de Maine. En el Censo de 2010 tenía una población de 1.535 habitantes y una densidad poblacional de 13,6 personas por km².

## Geografía
Palermo se encuentra ubicado en las coordenadas 44°23′46″N 69°25′50″O / 44.39611, -69.43056. Según la Oficina del Censo de los Estados Unidos, Palermo tiene una superficie total de 112.84 km², de la cual 105.05 km² corresponden a tierra firme y (6.91%) 7.8 km² es agua.

## Demografía
Según el censo de 2010, había 1.535 personas residiendo en Palermo. La densidad de población era de 13,6 hab./km². De los 1.535 habitantes, Palermo estaba compuesto por el 97.46% blancos, el 0.46% eran afroamericanos, el 0.39% eran amerindios, el 0.52% eran asiáticos, el 0% eran isleños del Pacífico, el 0.07% eran de otras razas y el 1.11% pertenecían a dos o más razas. Del total de la población el 0.46% eran hispanos o latinos de cualquier raza.